# 十和田市2女性強盗強姦事件
十和田市2女性強盗強姦事件（とわだしにじょせいごうとうごうかんじけん）とは2009年に発覚した事件。裁判員制度として全国3例目の裁判員裁判で、初めての性犯罪事案の裁判員裁判であり、青森初の裁判員裁判であった。

## 概要
2006年7月10日及び2009年1月7日に青森県十和田市のアパートでそれぞれ別の20代女性に包丁を突きつけ、現金を奪った上に暴行に及んだ2件の強盗強姦事件で20代の男が逮捕された。その後、2009年5月29日に青森地検は強盗強姦罪等で男を起訴した。

## 裁判
裁判前に公判前整理手続が開かれ、量刑が主な争点となった。
2009年9月2日、青森地裁（小川賢司裁判長）で裁判員裁判による裁判が行われ、被告人は起訴内容について「はい、間違いありません」と起訴内容を認めた。
裁判員制度で性犯罪を裁いた全国で最初のケースであり、被害者と被疑者が面識がなかった事件を裁いたことも全国で初めてのケースであった。裁判員の男女比が男5対女1であり、性犯罪において男性加害容疑者と女性被害者という構図で裁判員の男女比が偏ったことが注目された。これに対し、検察側は被害女性の知人が裁判員になることを避ける不選任請求を行う方針を表明していたが、検察と弁護側双方に認められた不選任請求が実際に行われたかは、裁判所、検察、弁護の三者ともに明らかにしなかった。
また、男性加害容疑者と女性被害者という構図の裁判での影響が問題視され、女性被害者の支援団体が被害者のプライバシーを守るよう要望書を青森地裁に提出することとなった。これに対し、青森地裁は選任手続きにおいて被害者のプライバシーに留意し、住所氏名といった被害者特定に結びつく情報を開示せず、匿名での選任手続きを行った。その際には候補者にメモなどの記録を残すことを禁じ、事件の概要が記載された質問票も全て回収し、候補者へも事件の概要を外に漏らさぬよう注意をした。
裁判の進行においても匿名性が重視され、検察側が申請した被害女性がビデオリンク方式を使って、証人として犯行の様子を生々しく証言した。
起訴事実に争いの殆どない強姦事件では被害者の意見陳述が行われる例は少ないが、被害者の女性2人が「裁判員たちに被害の重大さを訴えたい」と、意見陳述に臨んだ。ビデオリンク方式での証言では、裁判員には被害者は顔を見せたが、法廷では音声のみが流れた。音声がそのまま流れたことについて、なお一層のプライバシーの配慮を求める声もあった。
同日の証拠調べ及び冒頭陳述では第1の強姦事件で被告が被害者を脅すために使った包丁について、検察が喉元に突きつけたと主張し、弁護側は胸の前に示されただけと主張したのが唯一の争点となった。また、検察は被告人は仕事に不満で、生活費を遊興費に浪費して借金を重ね、アパートに金銭目的で侵入した経緯を説明。さらに、環境に恵まれない点があったが、高校を卒業して就職することもできたなど恵まれている点も強調。証人の被害女性も自分も母子家庭で育ったことを強調し、育った環境と事件を起こすことは全く関係ないと証言した。
2009年9月3日、論告求刑で検察は「一生刑務所に入ってほしい」と訴えた被害者の意を酌む形で、懲役15年を求刑した。
最終弁論で弁護側は、逮捕後に素直に犯行を自供して被害者に謝罪の手紙を書いて反省の意を示していることや、父親を知らず母親も亡くなった後は祖母に育てられた成育歴を強調し「厳罰だけでは更生の芽を摘むことになる」と主張。その上で酌量減軽を求め、懲役5年が適当と締め括った。
2009年9月4日、青森地裁（小川賢司裁判長）は被告人に対して求刑通り懲役15年を言い渡した。ただし、唯一の争点となっていた事実認定については第1の強姦事件では被告人は被害者の胸の前に示しただけという弁護側の意見が採用された。
量刑について、厳罰化を望む民意に沿うものと評価する声と、少年法の視点から疑問を呈する声、さらには性犯罪を裁判員制度で裁くことの難しさを指摘する声などがあげられた。法曹関係者からは今までの量刑相場から重くなったという意見が多かった。一方で被告人の主任弁護士は今回の裁判について「国民の素直な考えが反映された判決なんだと思う」と評価した。
会見に応じた裁判員の1人は「もう少し時間が欲しかった。休憩時間などに議論を交わす時間が少なかったと感じた」と話した。裁判員の男女比が男5対女1になったことも質問に出たが、裁判員の1人は「5人の男性裁判員の中に妻帯者がいる裁判員が存在し、量刑においては女性の補充裁判員にも意見を聞いた」と話した。
被告人は控訴する意向を示し、9月17日、量刑不当を理由として控訴した。
2010年1月20日、仙台高裁（志田洋裁判長）で控訴審初公判が開かれ、弁護側は事実誤認を理由に減軽を主張し、即日結審した。
同年2月17日に判決が言い渡される予定だったが、判決前日の夕方に被害者から弁護側が申し出ていた被害弁償を受け入れるという連絡があったため、弁論が再開され、改めて控訴審が結審した。
2010年3月10日、仙台高裁（志田洋裁判長）は「一審後に被害弁償が進んだ情状などを考慮しても、量刑が重過ぎるとはいえない」として、被告側の控訴を棄却した。3月18日、被告側は判決を不服として上告した。
2010年6月22日、最高裁第二小法廷（古田佑紀裁判長）が上告を棄却する決定を出したため、懲役15年の判決が確定した。